# Beata Marcinkowska
Beata Marcinkowska – polska artystka intermedialna, animatorka sztuki, pedagożka oraz nauczycielka akademicka.

## Życiorys
w 1990 ukończyła Państwowej Wyższej Szkole Sztuk Plastycznych w Łodzi (obecnie Akademia Sztuk Pięknych im. Władysława Strzemińskiego w Łodzi). Doktorat uzyskała w 2011 na Wydziale Artystycznym Akademii Humanistyczno-Ekonomicznej w Łodzi. Jej praca nosiła tytuł W matriksie kobiecości.
Jest członkinią Stowarzyszenia Sztuka i Dokumentacja, a także Polskiego Komitetu Międzynarodowego Stowarzyszenia Wychowania przez Sztukę InSEA. Od 2018 działa z grupą artystek i teoretyczek sztuki Frakcja. Prowadzi zajęcia dydaktyczne w Akademii Sztuk Pięknych im. Władysława Strzemińskiego w Łodzi, gdzie również kieruje Instytutem Edukacji Artystycznej.
W swojej twórczości korzysta z różnych dziedzin sztuki, realizuje m.in. instalacje, kolaże, sztukę ziemi i performance. Bierze udział w wystawach indywidualnych i zbiorowych, akcjach artystycznych, działaniach transmedialnych w Polsce i za granicą. Jest autorką warsztatów i projektów artystycznych dla dzieci i dorosłych. Realizowała projekty badawcze analizujące przygotowanie do pełnego i aktywnego odbioru sztuki współczesnej wśród dzieci i młodzieży oraz poszukujące odpowiedniego kierunku rozwoju edukacji artystycznej w kontekście nowych mediów i tendencji intermedialnych. Jest również autorką i współautorką publikacji, w tym podręczników dla dzieci i młodzieży.